# Загори
Загори или Загория (на гръцки: Ζαγόρι; на албански: Zagoria), е специфичен планински куцовлашки регион и община в Гърция - Пинд в Епир, в северозападна Гърция. Характерно за региона е скотовъдството.

## География
Седалище на общината е село Аспрангели. Загори е с площ от около 1000 квадратни километра и има 46 села, известни като загорски села (на гръцки: Загорохория). Областта има формата на географската карта на обърнат равностранен триъгълник. В основата на южната страна на триъгълника е Янина, югозападния връх - връх Мицикели (1810 м), а югоизточния - връх Мавровуни (2100 м) в близост до Мецово.
Общият брой на жителите на Загори е около 3700, което прави гъстота от 4 жители на квадратен километър, в сравнение със средно 73,8 за Гърция като цяло.

## Забележителности
Областта освен с красивата си природа и каньона Викос-Аоос (национален парк) е известна с близо 60 каменни моста, всичките построени на мястото на по-стари дървени мостове - между 18 и 19 век (от богати каракачани).
Загори освен с природата и архитектурата е известно и с културното си наследство – в областта се намират 21 манастири, от които три са стари – Вуцовски, Депалски и Богородица Пещерна. 

## История
В античността Загори е населявана от молоси.
През средновековието региона е част от Византия. От 1204-1337 Загори е в рамките на местното Епирско деспотство. През 1337 г. император Андроник III Палеолог присъединява Загори отново към Византия, обаче през 1348 г. е вече под властта на цар Стефан Душан.
От 1430 г. Загори е под османска власт, когато по времето на султан Мурад II 14-те села в Загори „преклонили коляно“, но в замяна си запазили много и значителни привилегии: автономия, административна независимост, и забрана за турци да преминават през Загори, която е останала в историографията с името „Войнико“. Автономията на Загори е премахната чак през 1868 г. Загори е присъединено към Кралство Гърция през 1913 г. по време на Балканските войни.
По време на Втората световна война Загори е в рамките на автономното Пиндско княжество.

## Антропография
Топонимията в северно и източно Загори е с аромънска етимология, докато някои топоними има българска етимология в западно и южно Загори.